# Список послов СССР и России в Папуа — Новой Гвинее
В статье представлен список послов СССР и России в Папуа — Новой Гвинее.
- 19 мая 1976 г. — установлены дипломатические отношения на уровне посольств. До 1990 года отношения со стороны СССР осуществлялись через посольство в Австралии, после 1995 года — со стороны России через посольство в Индонезии.

## Список послов
| Срок полномочий                     | Посол                        | Годы жизни | Вручение верительных грамот | Комментарии         |
| ----------------------------------- | ---------------------------- | ---------- | --------------------------- | ------------------- |
| СССР                                |                              |            |                             |                     |
| 13 мая 1986 — 17 января 1990        | Евгений Матвеевич Самотейкин | 1928—2014  |                             | По совместительству |
| 17 января 1990 — 25 декабря 1991    | Евгений Фёдорович Рогов      | 1931—2015  |                             |                     |
| Российская Федерация                |                              |            |                             |                     |
| 25 декабря 1991 — 13 июля 1993      | Евгений Фёдорович Рогов      | 1931—2015  |                             |                     |
| 13 сентября 1995 — 29 сентября 1998 | Николай Николаевич Соловьёв  | 1931—1998  |                             | По совместительству |
| 3 февраля 2000 — 6 октября 2004     | Владимир Юрьевич Плотников   | 1943—      |                             | По совместительству |
| 6 октября 2004 — 19 января 2007     | Михаил Михайлович Белый      | 1945—      |                             | По совместительству |
| 6 марта 2007 — 11 октября 2012      | Александр Анатольевич Иванов | 1952—      |                             | По совместительству |
| 15 марта 2013 — 29 января 2018      | Михаил Юрьевич Галузин       | 1960—      | 24 ноября 2014              | По совместительству |
| 20 апреля 2018 — 1 марта 2024       | Людмила Георгиевна Воробьёва | 1964—      |                             | По совместительству |
| 2 декабря 2024 — настоящее время    | Сергей Геннадьевич Толчёнов  | 1965—      |                             | По совместительству |